# رحلة الخطوط الجوية الملكية الهولندية رقم 592
رحلة الخطوط الجوية الملكية الهولندية رقم 592 كانت رحلة ركاب مجدولة تُسيّرها طائرة من طراز دوغلاس دي سي-6، أقلعت من مطار روما تشامبينو في إيطاليا متجهة إلى مطار فرانكفورت الدولي في ألمانيا. في 22 مارس 1952، وخلال مرحلة الاقتراب النهائي من مطار فرانكفورت، تحطمت الطائرة، مما أسفر عن مقتل 45 من أصل 47 شخصًا كانوا على متنها، في واحدة من أسوأ الحوادث في تاريخ شركة KLM في ذلك الوقت.

## الطائرة
في 22 مارس 1952، كانت رحلة KLM رقم 592 تُشغّل باستخدام طائرة من طراز دوغلاس دي سي-6 (رقم التسجيل: PH-TPJ). قامت الطائرة بأول رحلة لها في عام 1948. كان هذا الحادث هو الخسارة الثانية عشرة لطائرة من هذا الطراز، والحادث المميت الثامن، والرابع من حيث عدد الضحايا في ذلك الوقت (ويُعد الآن في المرتبة العشرين من حيث الخطورة). بعد التحطم، تعرضت الطائرة لأضرار جسيمة جعلتها غير قابلة للإصلاح.

## التحطم
أقلعت الرحلة 592 من مطار روما تشامبينو متجهة إلى مطار فرانكفورت. حوالي الساعة 10:38 صباحًا بالتوقيت المحلي، تواصل طاقم الرحلة 592 مع برج مراقبة الحركة الجوية في فرانكفورت وأفادوا بأنهم فوق منارة ستادن على ارتفاع 4,000 قدم (1,200 متر). بعد سبع دقائق، حوالي الساعة 10:45، أبلغ الطاقم أنهم يقتربون من منارة أوفنباخ وينخفضون إلى ارتفاع 2,460 قدمًا (750 مترًا). ولم يُسمع شيء آخر من الطائرة بعد ذلك. بعد حوالي خمس دقائق، تحطمت الطائرة في غابة. ومن بين 47 شخصًا كانوا على متنها، لقي 45 مصرعهم في الحادث، ونجا شخصان فقط: أحد أفراد الطاقم وراكب واحد.

## التحقيق
لم يتم تحديد سبب التحطم بشكل قاطع، ولكن من المحتمل أن يكون الطاقم قد واصل الهبوط تحت أدنى ارتفاع هبوط مسموح به للحفاظ على الاتصال البصري مع الأرض.